# Stylisterna
Stylisterna är den första webb-TV-programserien att enbart sändas på Kanal 5 Play. I programserien får man följa tio stylist-aspiranter som genomgår en stylistutbildning under ledning av Helene Falk. Deltagarna utsätts för utmaningar och varje vecka åker en ut. Vinnaren som är kvar i slutet får en plats vid Sofi Fahrmans sida på modemagasinet Sofis mode. Programserien hade premiär på  Kanal 5 Play den 24 januari 2011.